# 응우옌티조안

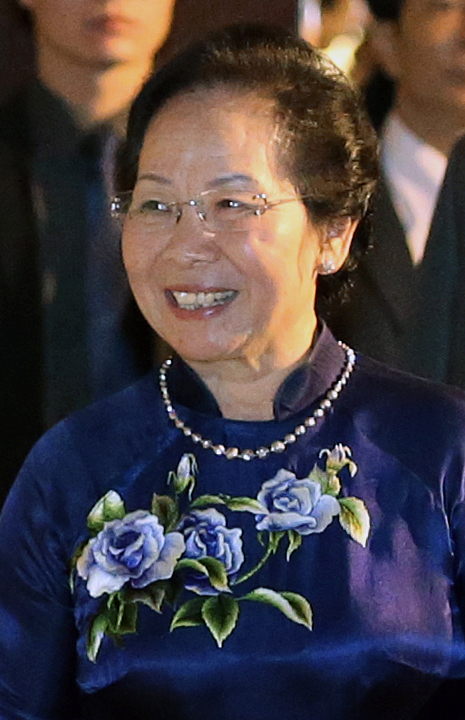
응우옌티조안

응우옌티조안(베트남어: Nguyễn Thị Doan / 阮氏緣 완씨연, 1951년 11월 8일 하남성 ~ )은 베트남의 정치인이다. 2007년 7월 25일부터 2016년 4월 8일까지 베트남의 국가부주석을 역임했다.